# 谷川愛梨
谷川 愛梨（たにがわ あいり、1995年〈平成7年〉12月5日 - ）は、日本の女優、タレントであり、女性アイドルグループ・NMB48の元メンバーである。神奈川県川崎市生まれ、大阪府出身。吉本興業所属。

## 略歴

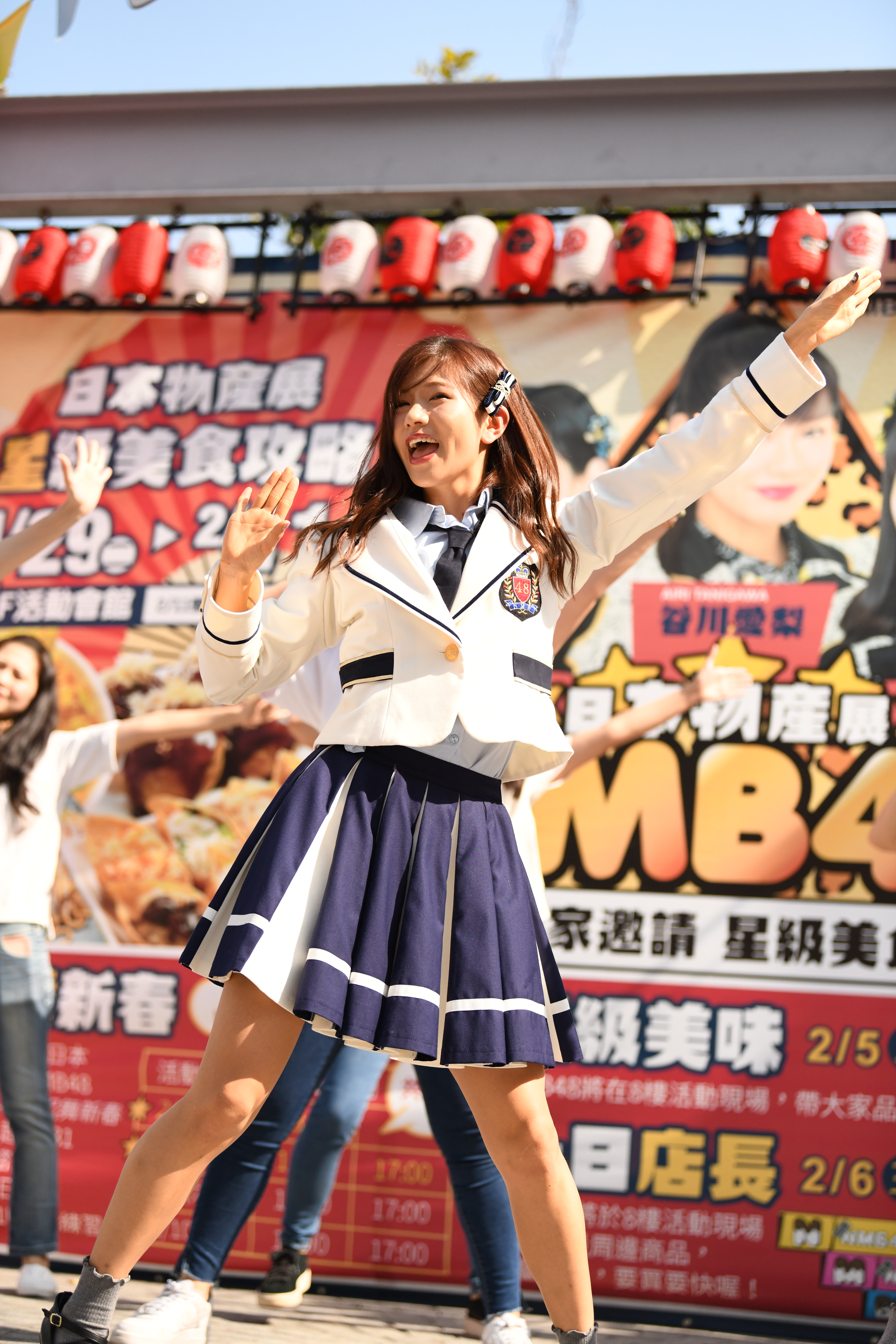
「日本物産展 in 台湾」でのパフォーマンス（2019年2月6日）

7兄妹の長女（兄3人と妹3人がいる）として神奈川県川崎市に生まれ、3歳の頃に大阪府に移住。父親は長崎県出身。
幼稚園から中学までダンススクールに通っていたが、何気なく応募したNMB48の第2期生オーディションに合格し、2011年6月5日、東京ドームシティホールで行われた『見逃した君たちへ〜AKB48グループ全公演〜』においてNMB48の第2期研究生23名のうちの一人として初お披露目された。
2012年1月26日、吉本興業東京本部においてチームMの結成が発表され、研究生からチームMメンバーへの昇格が告げられる。同年5月9日発売の4thシングル「ナギイチ」でシングル表題曲初選抜。
2014年、同期メンバーだった中川紘美の後を受け、東大阪市の自動車教習所『八戸ノ里ドライビングスクール』のイメージキャラクターに就任。翌2015年6月6日に福岡ヤフオク!ドームで行われた『AKB48 41stシングル 選抜総選挙』では74位となり、アップカミングガールズに選出された。
2016年10月18日、『NMB48 6th Anniversary Live』（於：神戸市・ワールド記念ホール）で発表された「大組閣」と称したチーム再編により、チームMからチームNに異動。翌2017年1月より新チーム体制に移行した。
2017年6月17日に発表された『AKB48 49thシングル 選抜総選挙』では57位にランクインし、フューチャーガールズに選出。翌2018年には阪神タイガースの「TORACO 応援隊長」としての活動もあった。
2019年5月、前月23日から続いた体調不良により同月5日と6日の握手会等のイベントを欠場。同月29日より劇場公演に復帰したが、半年後の11月2日にグループからの卒業を発表。同年12月19日にZepp Nambaで『谷川愛梨 卒業コンサート〜あなたは私の太陽でした〜』を開催し、同12月25日の劇場公演をもってNMB48としての活動を終了。
2020年6月9日より配信アプリSHOWROOMにて定期配信「あいりんごるーむ」を開始。
2021年6月23日に谷川愛梨1st写真集「愛梨」を発売。
2022年2月18日に「あいりんご Official Goods Shop」ECサイトを開設。
2022年5月22日に冠イベント -coemiru vol.1会話劇-『夏の夜空と話す猫 feat.谷川愛梨』を開催。
2023年3月18日放送のTBS「炎の体育会TV」にて推し選手であった元阪神タイガース糸井嘉男と初共演。
2023年6月26日より配信アプリTikTokにて配信開始。ファンマークは🍎。

## 人物・エピソード
- キャッチフレーズは「ラブリースマイリー、あいりー！」[3]。加入初期は「愛と平和を守るため、谷の底からやってきた愛の救世主」をキャッチフレーズとしていた[6]。
- チームNの同僚である古賀成美、東由樹、林萌々香、三田麻央と共に「nyamm」（ニャム）というユニットを組み[20]、2017年[注 2]と2018年[注 3]のユニットじゃんけん大会に出場した。
- 先述の八戸ノ里ドライビングスクールのイメージキャラクターを務めた関係からか、2016年12月に普通自動車免許を取得した[3]。
- 同じチームMに所属していた藤江れいな[注 4]からは「愛人」と呼ばれていた[22]。

## NMB48・AKB48での参加曲

### シングル選抜楽曲
NMB48
- 「オーマイガー!」に収録
  - 僕は待ってる
  - なんでやねん、アイドル
- 「純情U-19」に収録
  - 場当たりGO! - 「アンダーガールズ」名義
  - 右へ曲がれ! - 「紅組」名義
- ナギイチ
  - 僕がもう少し大胆なら - 「紅組」名義
  - 初恋の行方とプレイボール - 「NMBセブン」名義
- ヴァージニティー
  - 妄想ガールフレンド
- 北川謙二
  - インゴール
- 僕らのユリイカ
- カモネギックス
- 高嶺の林檎
- らしくない
  - 右にしてるリング - 「Team M」名義
- Don't look back!
  - ハート、叫ぶ。 - 「Team M」名義
- ドリアン少年
  - 僕だけのSecret Time - 「Team M」名義
- 「Must be now」に収録
  - 片想いよりも思い出を…
  - Good-bye, Guitar - 「Team M」名義
- 甘噛み姫
  - 恋を急げ - 「Team M」名義
- 僕はいない
  - 最後の五尺玉 - 「Team M」名義
- 僕以外の誰か
  - 孤独ギター - 「Team N」名義
- ワロタピーポー
  - 自分の色 - 「NMB48 2期生」名義
  - どこかでキスを - 「Team N」名義
- 欲望者
  - 阪急電車 - 「Team N」名義
- 僕だって泣いちゃうよ
  - 嘘つきマシーン - 「Team N」名義
- 床の間正座娘
  - 焼け木杭 - 「Team N」名義
  - 2番目のドア
- 母校へ帰れ!
  - がっつきガールズ - 「Team N」名義
- 初恋至上主義
  - ごめん、愛せないんだ - 「Team N」名義

AKB48
- 「ギンガムチェック」に収録
  - あの日の風鈴 - 「ウェイティングガールズ」名義
- 「永遠プレッシャー」に収録
  - HA! - 「NMB48」名義
- 「Green Flash」に収録
  - パンキッシュ - 「NMB48」名義
- 「ハロウィン・ナイト」に収録
  - 君だけが秋めいていた - 「アップカミングガールズ」名義
- 「君はメロディー」に収録
  - しがみついた青春 - 「NMB48」名義
- 「シュートサイン」に収録
  - 真夜中の強がり - 「NMB48」名義
- 「#好きなんだ」に収録
  - 自分たちの恋に限って - 「フューチャーガールズ」名義
- 「ジャーバージャ」に収録
  - 下手を打つ - 「NMB48」名義

### アルバム収録楽曲
NMB48
- 『てっぺんとったんで!』に収録
  - てっぺんとったんで!
  - 12月31日
  - With my soul - 「Team M」名義
- 『世界の中心は大阪や 〜なんば自治区〜』に収録
  - イビサガール
  - 夏の催眠術 - 「Team M」名義
- 『難波愛〜今、思うこと〜』に収録
  - まさかシンガポール
  - 難波愛

AKB48
- 『1830m』に収録
  - 青空よ、寂しくないか？ - 「AKB48+SKE48+NMB48+HKT48」名義

### 劇場公演ユニット曲
NMB48 2期生「PARTYが始まるよ」公演
- スカート、ひらり

チームM 1st Stage「アイドルの夜明け」公演
- 愛しきナターシャ
- 残念少女

チームM 2nd Stage「RESET」公演
- 奇跡は間に合わない

チームN 4th Stage「目撃者」公演
- スキャンダラスに行こう

チームN 5th Stage「N Pride」公演
- Glory days
- Hell or Heaven

## 出演

### Webドラマ
- 魔!淀川キャッチボール部（2017年12月11日 - 2018年1月15日、大阪チャンネル） - さゆり 役

### 舞台
- 舞台「Grand Stage グラン・ステージ」（2016年10月26日 - 30日、赤坂RED/THEATER） - 風宮絵琉 役[23]
- 劇団壱劇屋 10周年記念公演『二ツ巴 -Futatsudomoe-』（2018年4月6日 - 8日、ABCホール） - 主演・トモヱ 役（久代梨奈とW主演）[24]
- 魔法先生ネギま!〜お子ちゃま先生は修行中!〜（2018年7月12日 - 16日、AiiA 2.5 Theater Tokyo） - 古菲 役[25]
- シェア・ザ・ワールド2020（2020年2月20日 - 23日、紀伊國屋ホール）[26]
- 爆走おとな小学生
  - おとな小学生第十一回課外授業『春の陽だまりの如し』（2020年9月25日 - 27日、シアター1010） - 白秋 役
  - おとな小学生第十四回全校集会『初等教育ロイヤル』（2020年12月25日 - 27日、COOL JAPAN PARK OSAKA TTホール / 2021年1月7日・8日、シアター1010） - 山田さん 役
- 劇団壱劇屋『BLACK SMITH』（2021年4月24日 - 26日、円形ホール） - ムラキ 役
- 放課後戦記 ～血塗られた首謀者～（2021年5月7日 - 9日、六行会ホール、コロナの影響により無観客ライブ配信にて上演）
- まわれ！無敵のマーダーケース！！（2021年5月26日 - 30日、博品館劇場） - さとみ 役
- 劇団壱劇屋東京支部『二ツ巴 -Futatsudomoe-』（2021年12月22日 - 26日、シアターグリーン BIG TREE THEATER） - 主演・トモヱ 役（須藤茉麻とW主演）

### 朗読劇・会話劇
- 爆走おとな小学生 朗読劇『東京怪獣物語』（2022年4月22日 - 24日、アトリエファンファーレ高円寺）
- Girls Reading Theater ~童話シリーズ~ GW Special（2022年5月3日・4日、浅草花劇場）[27]
- 「coemiru」vol.1会話劇『夏の夜空と話す猫 feat.谷川愛梨』（2022年5月22日、YMCAアジア青少年センター 地下ホール）
- うち劇「ラストアンコール」（2022年7月2日、ミクサライブ東京 Theater Mixa）
- ～踊って踊って会話劇～『二回目の百年』/『台本のある打ち上げ』（2022年8月13日、ライブスペース集っこ）
- -Urara Hinaga Produce Vol.1- 朗読劇『ネガイバナ』（2022年11月15日 - 20日、シアターグリーン Box in Box THEATER） - ヒロイン・ヨシノ役
- 朗読劇「グーとパーでチョキを出す」（2022年12月21日 - 25日、四谷3丁目ドリームシアター） - Wヒロイン・ナカタニ ユウコ役（内木志とWヒロイン、NMB48卒業後初共演）

### テレビ番組
- TVアニメ「IDOLY PRIDE」放送直前特番（【Part.1】：2020年12月27日・【Part.2】：2021年1月9日、アニマックス）
- これ余談なんですけど…（2021年3月24日 - 31日・2022年11月16日 - 23日、ABCテレビ）
- 競輪LIVE!チャリロトよしもと（2022年3月21日 - 、BSよしもと） - 月曜隔週レギュラー（2022年3月 - 9月）→水曜レギュラー（2022年10月 - 2023年3月）→金曜レギュラー（2023年4月 - 2023年9月）→火曜隔週レギュラー（2023年10月 - 2024年3月）→月曜隔週レギュラー（2024年4月 - 2024年10月）
- Cheeky's a GoGo！（BSよしもと）
  - （2022年3月28日・4月1日・8月1日） - 進行役出演
  - （2022年10月10日・2023年1月13日） - ゲスト出演
- ブラマヨ弾話室～ニッポン、どうかしてるぜ！～（BSフジ）
  - （2022年3月13日 - ） - 不定期出演

#### テレビドラマ
- 何かおかしい2 第5話・第6話（2023年5月3日・10日、テレビ東京） - リポーター・谷口愛 役[28]

### 映画
- よしもと新喜劇映画 女子高生探偵あいちゃん（2018年公開）[29]- 谷川愛梨役として出演
- パラダイス／半島（2023年7月21日公開）- 手嶋未来役として出演

### CM・広告
- 八戸ノ里ドライビングスクール（2014年 - [10]）「NMB48谷川愛梨×SDD(飲酒運転撲滅編)」[30]、「NMB48谷川愛梨×八戸ノ里ドライビングスクール」[31]、「NMB48谷川愛梨-八戸ノ里ドライビングスクール-CM1」[32]
- じゃらん（2020年3月、WebCM「学生旅行もじゃらん」篇[33]）
- バンドルカード（2020年9月、 WebCM）

### ラジオ
- 60TRY部（2020年5月29日 - 2022年3月18日、ラジオ日本） - 金曜日準レギュラー担当
- 安蒜幸紀のアイカギ（2021年1月5日、ShibuyaCross-FM） - ゲスト出演
- グッドアフタヌーン！#ラジぐぅ（2021年2月10日、ラジオ大阪） - ゲスト出演
- ～よしもとラジオ高校～ らじこー（2021年2月16日、FM大阪） - ゲスト出演

### Youtube
- ベースボールキングchannel「みんなのドラフト」 [34]（2020年9月25日 - 2021年10月29日）-メインMCとして出演

　◦ドラフト2022速報ライブ ～新時代を作る若人～（2022年10月20日）
　◦ドラフト2023速報ライブ ～立ち行く果ては～（2023年10月26日）
- 【生配信】熱血！タイガース党 in アーモンドフェスティバル～開幕直前！開花タイガース！（2022年3月12日）
- プロスピAチャンピオンシップ 2021シーズン 決勝大会[35]（2022年3月19日）-アシスタントMCとして出演
- AKバラエティ 第2回AK-1グランプリ #1[36]、#2[37]、#3[38]、#4[39]、#5[40]（2022年12月-2023年1月）-審査員として出演
- プロスピAチャンピオンシップ 2022シーズン 九州/沖縄 大会[41]（2023年3月4日）-アシスタントMCとして出演

### その他
- NON STYLE 石田明 脚本主演コメディ「訳アリ物件ノゾキミ荘の住人たち」（2020年5月30日、ツイキャスプレミア配信）
- ニコニコチャンネル「TOM's CHANNEL」[42]（2020年7月14日-10月6日「3人のクローゼットドラマ」、2020年10月20日-2021年6月29日「劇団みたにがわ」） - 太田夢莉、三田真央との生配信チャンネル
- のび☆しろ！有楽町ゼミナール（2020年12月13日 - 2021年6月18日、よしもと有楽町シアター）
- パロディCHANNEL ものまねライブ（2021年3月11日、よしもと有楽町シアター）
- うるとらブギーズ×インポッシブルのコーナーライブ『わっはっは』な一日スペシャル わっはっはな3回目（2021年7月18日、よしもと有楽町シアター）
- 恋愛マスターコヴァンサン～久馬さん婚活相談編～（2021年9月28日、オンラインチケットよしもと）
- エチュード それ即ち転生 Vol.2（2021年10月9日、よしもと有楽町シアター）
- ハチャメチャ☆パラダイス ～Showtitle女性タレントバラエティ～（2022年5月5日、よしもと∞ドーム ステージⅠ）
- ロードモバイルstreamer対抗戦 vol.20（2024年8月9日 - 2024年9月9日）
- 笑来塾（2024年９月13日、AP虎ノ門）-ゲスト
- APイノゲート大阪オープニングイベント「よしもと式研修」＆「お笑いLIVE」（2024年9月26日、ミーティングスペースAPイノゲート大阪）

## 書籍

### 写真集
- 愛梨（2021年6月23日、KADOKAWA）